# Ibrahim Tabaković
Ibrahim Tabaković, bosansko-hercegovski inženir in pedagog, * 31. avgust 1942, Banjaluka.
Akademsko pot je začel na Visoki tehniški šoli kopenske vojske JLA, kjer je bil asistent, potem pa docent. Pozneje je postal profesor na Tehniški fakulteti v Banjaluki.
Med letoma 1979 in 1984 je bil rektor Univerze v Banjaluki.